# 카롤리네 헤르푸르트
카롤리네 헤르푸르트(Karoline Herfurth, 1984년 5월 22일 ~ )는 독일의 배우이다.

## 작품 목록
- 걸스 온 탑 (2001)
- 걸스 온 탑 2 (2001)
- 향수: 어느 살인자의 이야기 (2006)
- 더 리더: 책 읽어주는 남자 (2008)
- 베를린 36 (2009)
- 위 아 더 나이트 (2010)
- 패션, 위험한 열정 (2012)
- 괴테스쿨의 사고뭉치들 (2013)
- 괴테스쿨의 사고뭉치들 2 (2015)
- 괴테스쿨의 사고뭉치들 3 (2017)